# Frasera montana
Frasera montana là một loài thực vật có hoa trong họ Long đởm. Loài này được Mulford mô tả khoa học đầu tiên năm 1894.